# Agra liv
Agra liv (Erwin, 2002) là một loài bọ cánh cứng trong họ carabidae được đặt theo tên diễn viên Liv Tyler, đóng trong phim Armageddon" do "sự có mặt của loài này phụ thuộc vào rừng nhiệt đới không phải Armageddon."